# Obermaierberg
Der Obermaierberg ist ein bewaldeter Hügel, ca. 2,0 km östlich von Egmating, liegt aber auf dem Gemeindegebiet von Oberpframmern. Er ist die höchste benamte Erhebung im Landkreis Ebersberg.